# Bruch (Nümbrecht)
Bruch ist ein Ortsteil von Nümbrecht im Oberbergischen Kreis im südlichen Nordrhein-Westfalen innerhalb des Regierungsbezirks Köln.

## Geographie
Der Ort befindet sich Luftlinie rund drei Kilometer östlich des Zentrums von Nümbrecht auf einer Höhe von rund 240 m (alter Ortsteil), die auf rund 270 m im Neubaugebiet Finkenhähnchen (aus den 1970er Jahren) ansteigt. Bruch liegt auf einem flachen Talhang der Homburger Bröl, der aus mitteldevonischen Grauwacken (Eifelium) gebildet wird, die von einer Lehmschicht der periglazialen Solifluktion bedeckt sind. Aufgeschlossen findet man diese Grauwacken unter anderem in zwei kleineren (heute nicht mehr genutzten und fast völlig zugewachsenen) Steinbrüchen, die im Bereich südlich der Walter-Peitgen-Straße in Richtung Distelkamp liegen. Auf den in unmittelbarer Nachbarschaft existierenden Abbau devonischer Eisenerze (etwa ab dem Ende des 16. Jahrhunderts) in Distelkamp deutet die Eisenstraße hin, auf der das Eisenerz von Distelkamp zur Hammermühle bei Grötzenberg transportiert wurde.
Zwei kleinere Bäche entwässerten früher sichtbar (heute weitgehend verrohrt) im alten Ortskern von Bruch zur Homburger Bröl. Der eine, dessen Quellfassung noch heute im Brucher Wald zu finden ist, floss im Bereich der Straße „In der Schlade“ zum Brölbach. Sein Wasser wurde ab 1907 unterhalb des Quellbereiches in einem Hochbehälter gesammelt und versorgte die Brucher Häuser zentral mit Wasser, das bis dahin aus Brunnen gefördert wurde. Der Name Schlade leitet sich aus dem niederdeutschen Begriff „Slôt“ bzw. dem friesischen „slûût“ ab, die einen Abzuggraben bezeichnen. Der andere Bach durchfloss den sog. Langensiefen (Bereich der heutigen Walter-Peitgen-Straße). Der Begriff „Siefen“ (auch „Siepen“) leitet sich aus der bergischen Mundart ab und deutet auf feuchte und nasse Gebiete hin. Die im Oberbergischen häufig zu findenden Siefen stellen eine Sonderform der Kerbtäler dar, da sie keinen perennierenden Bachlauf aufweisen und als Talanfänge zu betrachten sind, deren Ursprungsmulden oft als Schladen bezeichnet werden. Dieser Kerbtalcharakter des Langensiefenbaches war bis in die 1970er Jahre sehr gut zu erkennen. Der Bach wurde dann verrohrt und das Kerbtal weitgehend zugeschüttet. Bruch gehört zur Naturräumlichen Haupteinheit „Bergland der oberen Agger und Wiehl“ bzw. zur Naturräumlichen Untereinheit „Unterwiehl Bergland“ (nach H. Müller-Miny – vgl. auch „Naturräumliche Haupteinheiten Deutschlands“). Klimatische Einordnung: Die Jahresniederschläge liegen im Bereich von 1150 mm, die mittlere Januartemperatur liegt bei ca. 0,5 °C und die mittlere Julitemperatur bei ca. 16 °C (1891–1930).

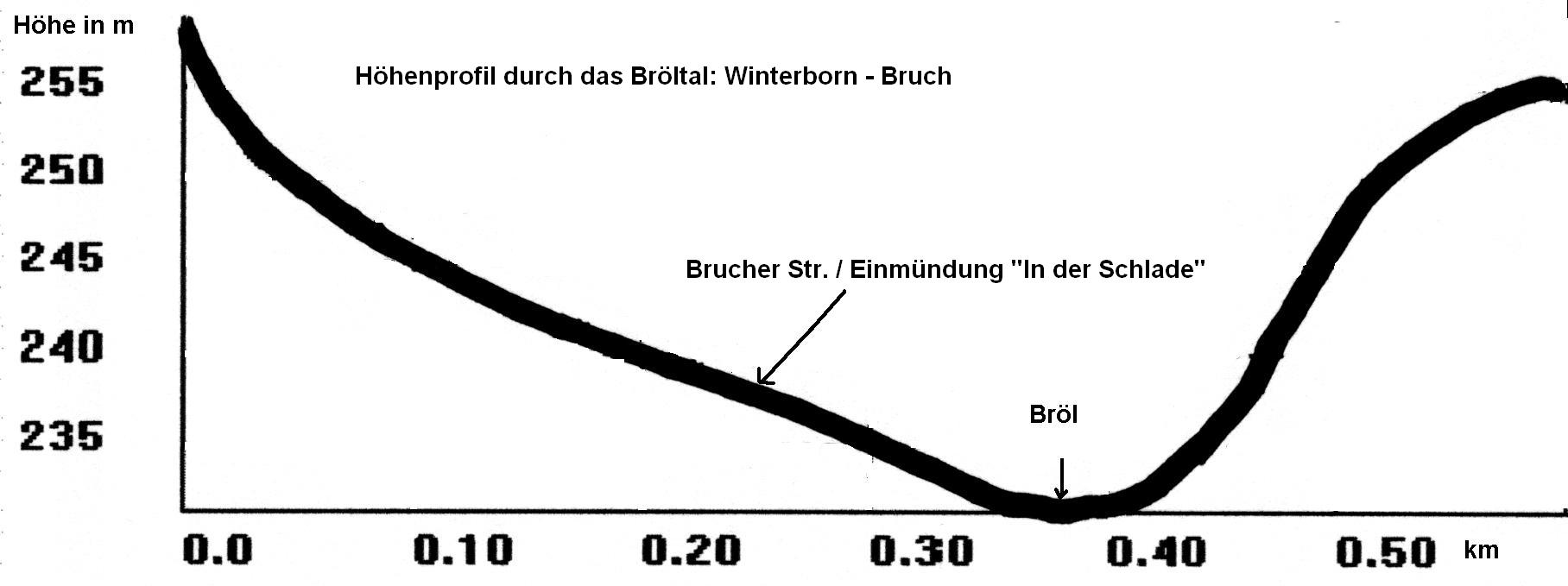
Profil durch das Bröltal auf der Höhe von Bruch
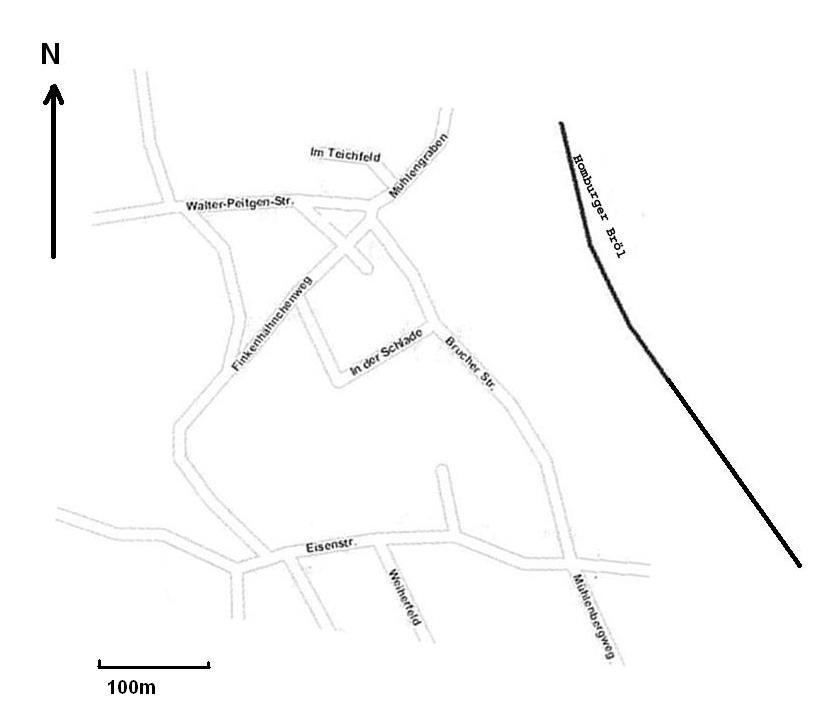
Straßennetz von Bruch
Ausschnitt aus der Mercator Karte von 1575

## Geschichte
1575 wurde der Ort das erste Mal als Ort in der Karte des bergischen Amtes Windeck und der Herrschaft Homburg von A. Mercator urkundlich erwähnt.
Die ersten Siedlungsgebiete im Oberbergischen lagen im frühen Mittelalter nicht in den feuchten Talauen (die im Übrigen erst im 19. Jh. besiedelt wurden), sondern auf den trockeneren Höhenrücken (z. B. Nümbrecht, Marienberghausen u. a.). Nachdem die Höhenorte besiedelt waren und wegen des Bevölkerungswachstums neues Siedlungs- und Agrarland erschlossen werden musste, kamen die in der Nähe der Hochflächen auftretenden Quellmulden (Schladen, Siefen) den Siedlern in besonderer Weise entgegen: So war es damals z. B. lebenswichtig, Wasser in unmittelbarer Nähe zu haben. Ortsnamen in diesen jüngeren Rodungsgebieten (850 – 1300) enden meist auf -bruch, rod/roth, -siepen/siefen ...
Nicke (1995) bezeichnet Siedlungen wie Bruch daher als Siefenorte.
Die Schreibweise der Erstnennung war Tzum Broich. In der „Chronik der Gemeinden Nümbrecht und Marienberghausen“ findet man folgende Angaben zum Ortsnamen: 1. Mundartliche Form: Om Brooch; 2. Urkundliche Form mit Jahreszahl: 1575 Broich; 3. Deutung des Ortsnamens: häufiger Flurname für Sumpf-Moorland, Sumpfstelle in einer Wiese; 4. Gründungszeit: 1300–1600; 5. Anzahl der Hofbesitzer/Familien: 2 Familien im Jahre 1579 aufgrund der Fuder-Haber-Zettel {Futterhaferliste} des Kirchspiels Nümbrecht.
Bruch gehörte vor dem Siegburger Vergleich 1604 zur Hundschaft (Honnschaft) des Kirchspiels Bröl (zusammen mit Ober- und Niederbröl, Grötzenberg, Winterborn, Oberbreidenbach, Drinhausen, Birkenbach, Bieberstein und Scheidt).
In fast jeder Ortschaft des Homburger Ländchens wohnten im 16. Jahrhundert Eigenleute der Landesherren, denen genau vorgeschrieben war, was sie zu tun und zu lassen hatten, wie ein Weistum aus dem 16. Jahrhundert nachweist: Es handelt sich um Frondienste, die die Untertanen der beiden Herren von Homburg, des Grafen Ludwig des Älteren von Wittgenstein (1532–1605) und des Grafen Heinrich zu Sayn (1539–1606), „auf das Haus Homburg“ jährlich zu leisten schuldig waren. In diesem Weistum heißt es u. a.: Die Hundschaft B r ö l hat die lange Wiese unter dem Hain – heute BURGWIESE (Schloß Homburg!) – gemäht, das Heu gemacht und einfahren müssen.
Aus Bruch mussten die Leute also an den Fuß des Schloßberges zum Heumachen ziehen!
Die Eigenleute durften ohne Erlaubnis ihres Herren nicht einen Hörigen eines anderen Landesherren heiraten. Die benachbarten Ländchen galten damals schlichtweg als „Ausland“, z. B. die Herrschaft Gimborn, Neustadt nördlich der Agger, das Herzogtum Berg im Westen und nach 1604 auch das zu Berg gehörige Kirchspiel Waldbröl.
Nach der homburgischen Schulordnung des Grafen Karl Friedrich zu Sayn und Wittgenstein von 1698 mussten die Brucher Kinder die Schule in Drinsahl („Drülshöhler Schul“) besuchen. In dieser Schulordnung heißt es zur Begründung der Schulpflicht u. a.: „...und weilen auch die Leuthe Ihre Kinder gar schlecht zur Schule gehalten, wird dieses einmahl für all verordnet, wie auch an anderen reformirten Orten bräuchlich, daß, so die Wohlhabenden aus Saumhaftigkeit oder anderen irdischen Verwendungen ihre Kinder von der Schule halten, sie ebenwohl, als wenn sie würklich selbige hinschickten, das Schulgeld denen praeceptoriby (Lehrer) erlegen sollen; der aber in Armuth geraten, sol nichts desto weniger seine KInder dahin schicken, und soll wie bräuchlich der Schulmeister aus dem Allmosen bezahlt werden...“
1915 wurde am östlichen Ortsrand von Bruch die Kleinbahn Bielstein–Waldbröl eröffnet: Mit einer Haltestelle Bruch-Grötzenberg (Vgl. dazu das Kursbuch von 1944, S. 63 rechts unten:) oberhalb der ehemaligen evangelischen Volksschule in Grötzenberg (die Gleise und den Bahndamm, der in den 1980er Jahren abgetragen worden ist, erkennt man noch auf dem Bild „Blick auf Grötzenberg“ und auf einem Bild mit einem Triebwagen, das Mitte der 1950er Jahre von Bruch aus aufgenommen worden ist).
Die Zahl der Einwohner entwickelte sich in Bruch folgendermaßen : 1817: 42 ; 1830: 47; 1843: 35 (in 7 Gebäuden); 1851: 47;
1935 (nach dem Adreßbuch für den Oberbergischen Kreis): 70 – davon 6 Landwirte, viele Arbeiter und Handwerker, wenige Angestellte und – unter den vermutlich jüngeren Frauen – viele Hausangestellte;
1961: 124 ; 1974:143 und 2004 176 Einwohner.
Die mehrheitlich protestantischen Bewohner gehören zum Bezirk Winterborn der evangelischen Kirchengemeinde Nümbrecht. "Der Bezirk Winterborn, im nördlichen Teil unsrer Gemeinde, ist nach dem Zweiten Weltkrieg entstanden. Mit der Einrichtung der dritten Pfarrstelle in Winterborn im Jahr 1951 wurde Winterborn der dritte Pfarrbezirk (der sogenannte „obere Bezirk“).

## Sehenswürdigkeiten
Im Ort Bruch stehen gut erhaltene Fachwerkhäuser, die zum größten Teil aus dem 19. Jahrhundert stammen und in fränkischer Tradition (Hofformen mit getrennten Gebäuden für die einzelnen Funktionen und Nutzungen {Wohnhaus, Stallgebäude, Speicher, Scheune}) erbaut sind. Im Oberbergischen (so auch in Bruch) tritt aufgrund der oft engen Platzverhältnisse meist das sog. „Wohn-Stall-Haus“ auf, bei dem Wohnhaus und Stall sich unter einem Dach befinden und die Scheune abseits davon steht. Darüber hinaus sind die fränkischen Höfe traufständig (d. h. sie stehen mit der Längsseite zur Straße)(H. Nicke, 1995, S. 43 f.). Teilweise wurden sie auf den Grundmauern der vorherigen Häuser erbaut.

## Bilder

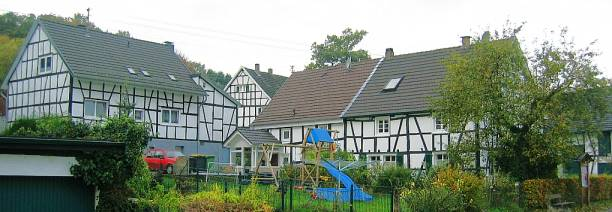
Fachwerkhäuser
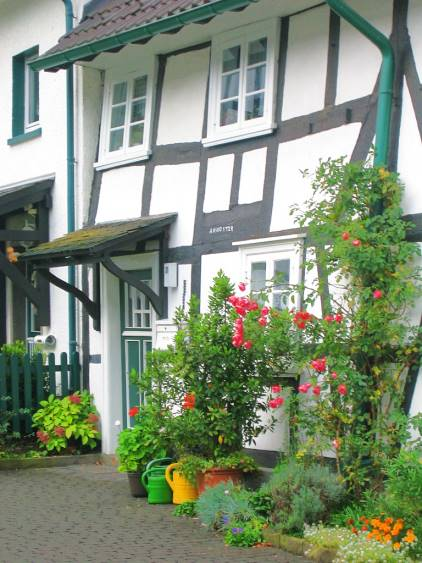
Ältestes Haus (1728)
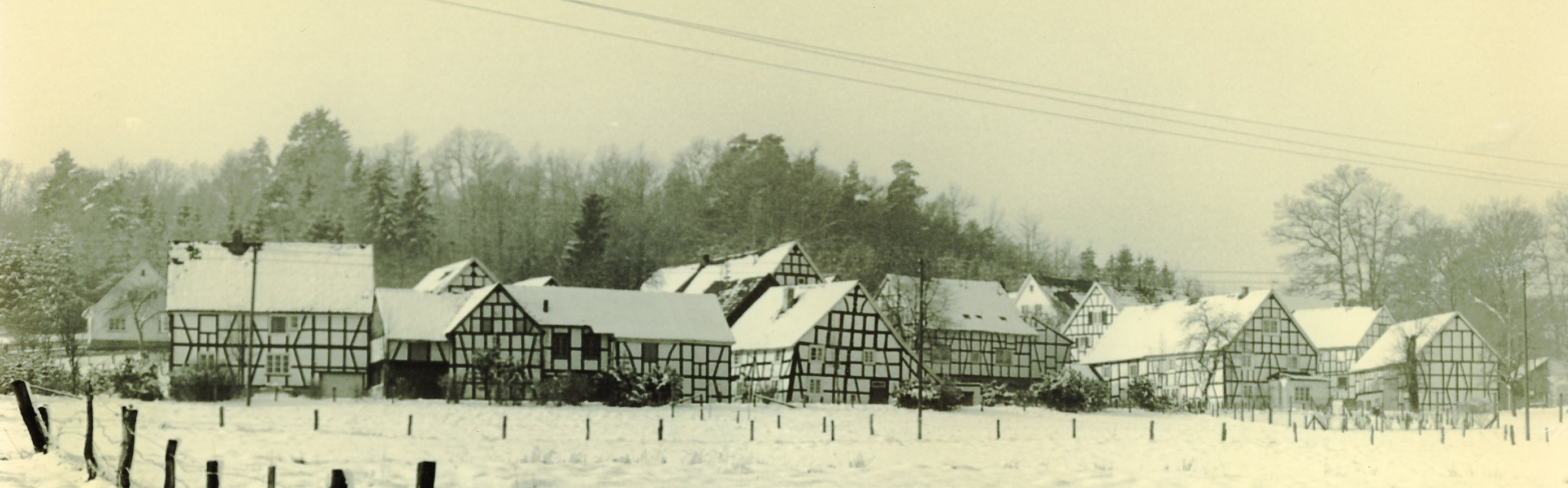
Winter 1976
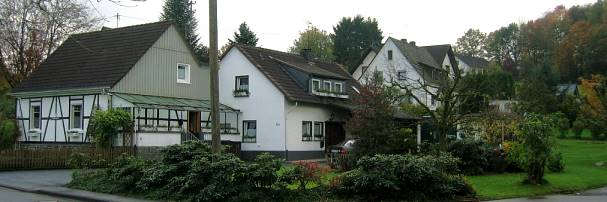
Bruch (2004)
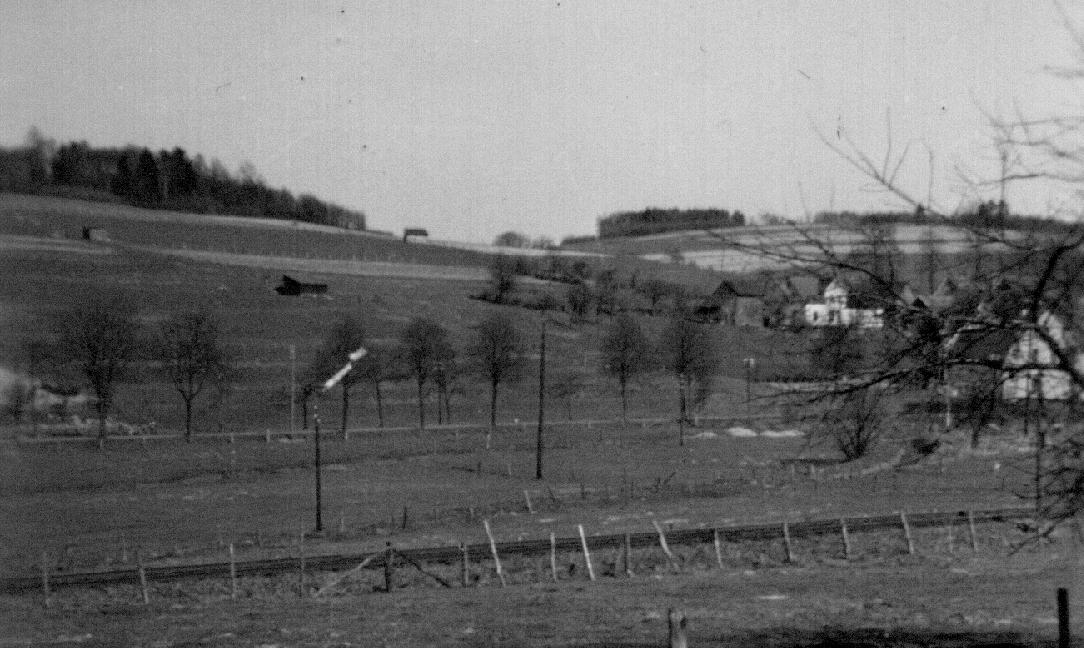
Blick auf Grötzenberg – im Vordergrund die Gleise der ehemaligen (1966 eingestellten) Kleinbahn Bielstein–Waldbröl (Ostern 1955)
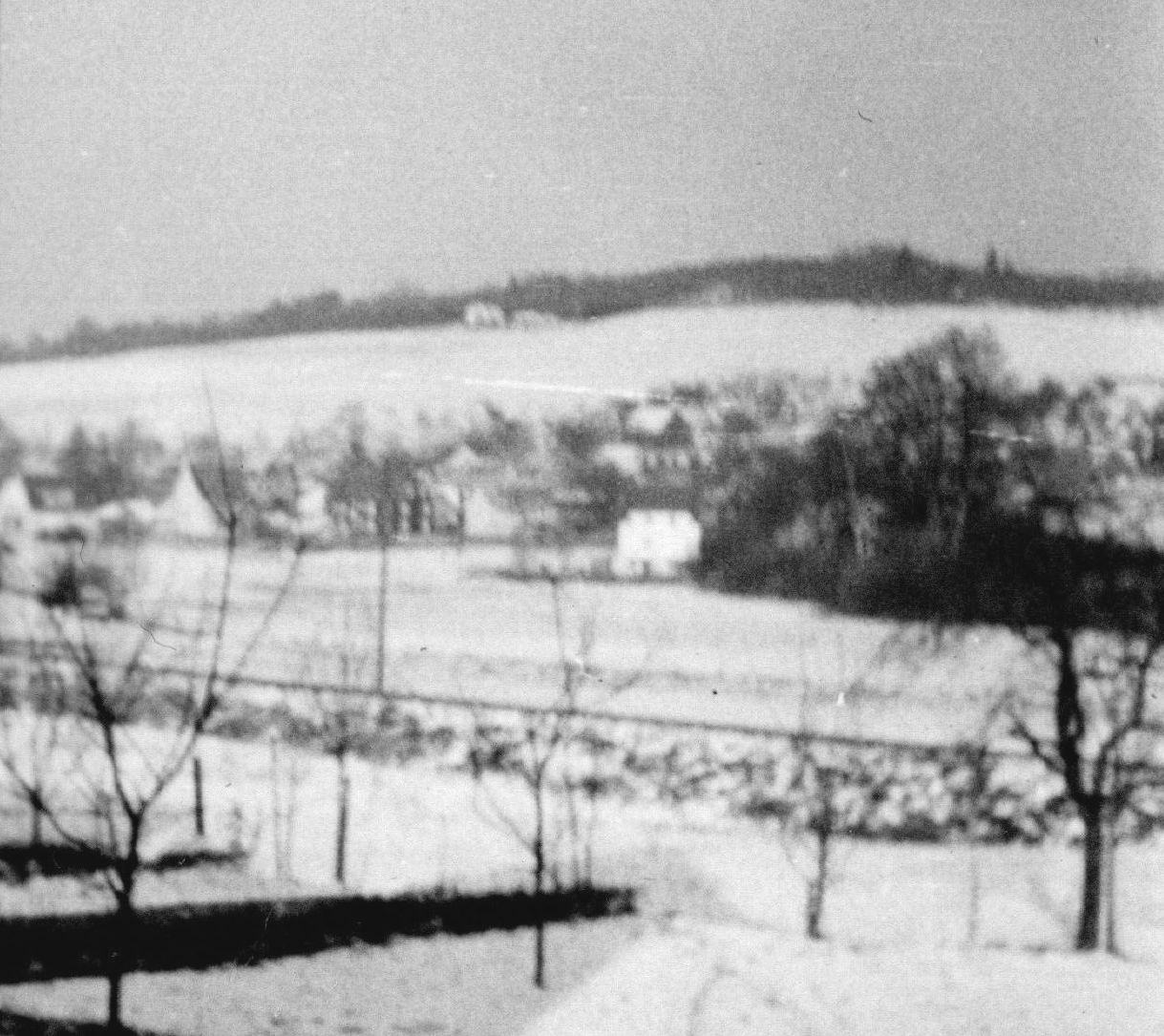
Blick auf Winterborn – im Vordergrund der Bahndamm der ehemaligen (1966 eingestellten) Kleinbahn Bielstein–Waldbröl (Winter 1956)
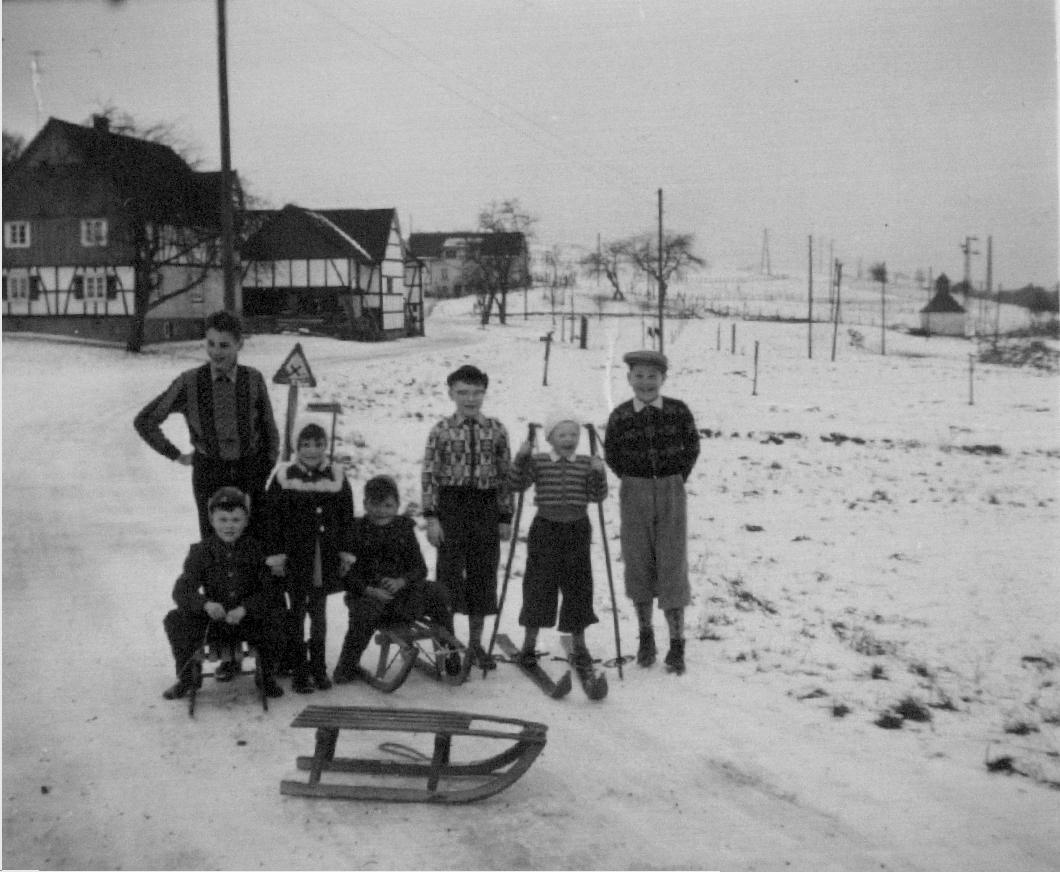
Blick Richtung Winterborn (Hintergrund rechts: das alte Trafohäuschen der Elektrizitätsgenossenschaft Malzhagen und dahinter der Schornstein der ehemaligen Papierfabrik in Winterborn), 1955
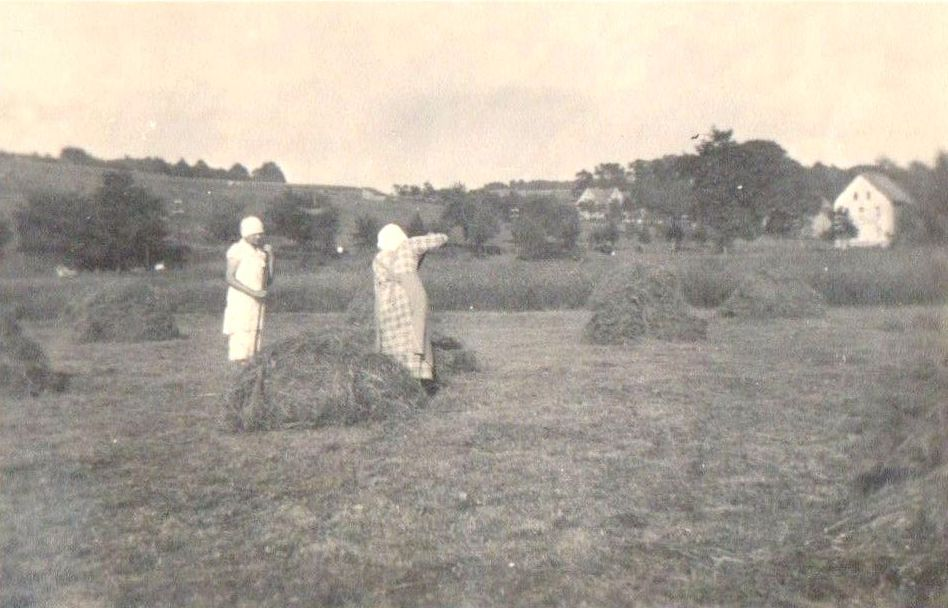
Heuernte in Bruch mit Blick auf Grötzenberg während des Zweiten Weltkrieges (um 1940)

## Persönlichkeiten
- Walter Peitgen, Alt-Bürgermeister
- Heinz-Otto Peitgen, deutscher Mathematiker
- Gerhard Sohn, geboren und aufgewachsen in Bruch, nach dem Volkswirtschaftsstudium zunächst Ministerialbeamter in der Staatskanzlei unter Johannes Rau und danach als Ministerialdirigent Leiter der Abteilung Energie, Kohle und Bergwesen im nordrhein-westfälischen Ministerium für Wirtschaft und Mittelstand, Technologie und Verkehr; seit 1999 geschäftsführendes Vorstandsmitglied des Gesamtverbandes des deutschen Steinkohlenbergbaus. Er verstarb am 9. Dezember 2006 im Alter von 65 Jahren.

## Radwege
Folgende Fahrradtouren durchqueren Bruch:
- Fachwerkroute: An der Strecke liegen zahlreiche renovierten Fachwerkhäuser. Es müssen 8 Höhenunterschiede bewältigt werden.
- Familienroute: Eine kleine Rundroute von 13 km, bei der nur ein kleiner Höhenunterschied zu bewältigen ist.

Ausgangspunkt Nümbrecht
| Routen-Name   | Wegzeichen | Fahrstrecke | Weglänge |
| Fachwerkroute |            | Nümbrecht – Marienberghausen – Lindscheid – Benroth – Langenbach – Berkenroth – Gut Rottland – Richtung Wirtenbach – Bruch                                                                   | 40 km    |
| Familienroute |            | Nümbrecht – Kurpark Nümbrecht – Ententeich – Aussichtsturm – Bruch – Grötzenberg – Wirtenbach – Ahlbusch – Ödinghausen – vorbei an dem Sportpark und Golfplatz Nümbrecht – Nümbrecht Kurpark | 13 km    |

## Bürgerbus
Haltestelle des Bürgerbuses der Gemeinde Nümbrecht.
Route:Oberbierenbach
- Distelkamp-Ödinghausen-Nümbrecht/Busbahnhof